# Forêts marécageuses d'eau douce de la plaine du Chao Phraya
Localisation
Les forêts marécageuses d'eau douce de la plaine du Chao Phraya (IM0107) forment une écorégion définie par le fonds mondial pour la nature (WWF). Elle appartient à l’écozone Indomalaise (IM) et au biome des forêts décidues humides tropicales et subtropicales (01). Elle couvre le centre de la Thaïlande et tire son nom du fleuve Chao Phraya.

## Géographie

### Localisation

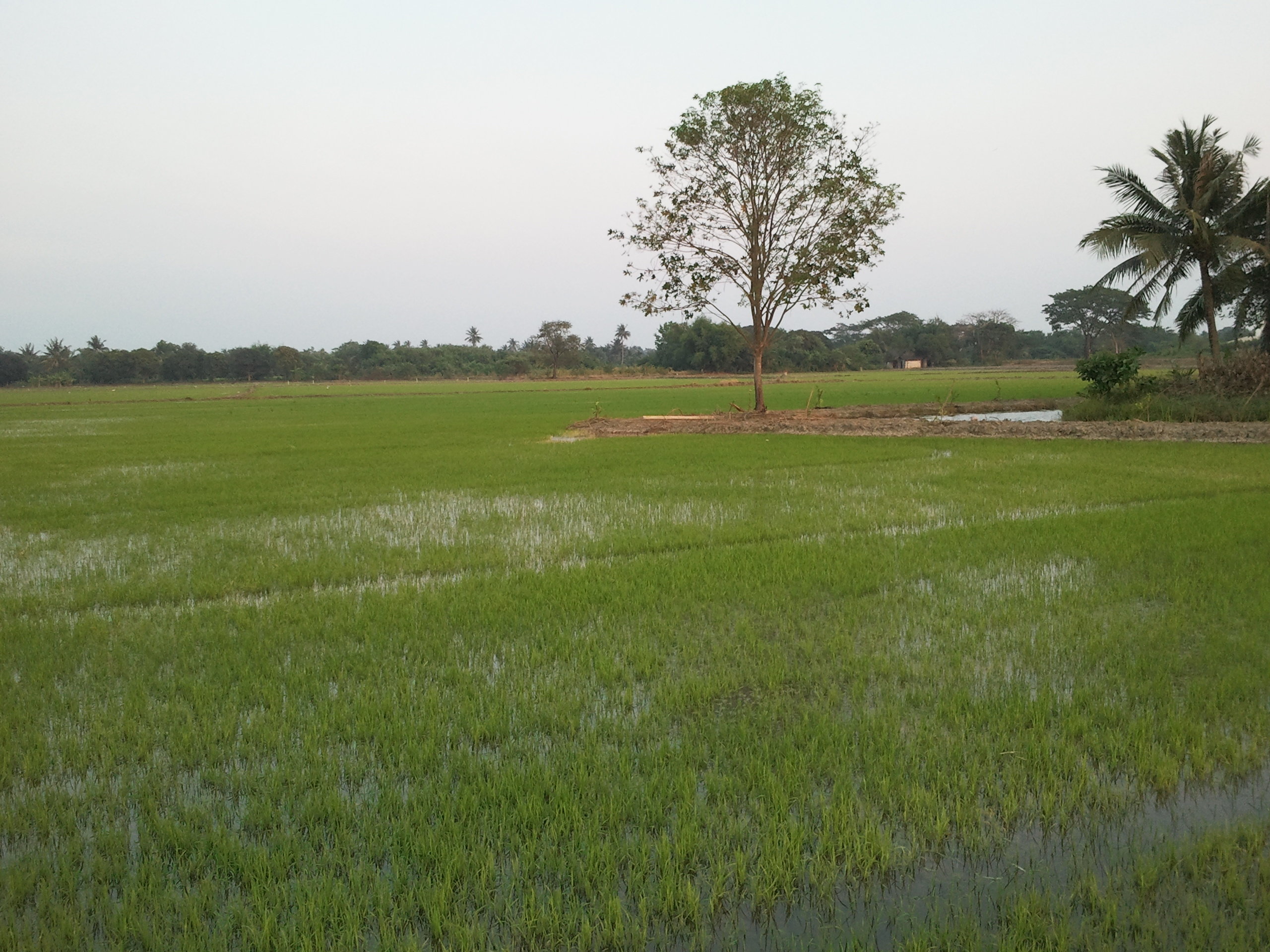
Rizière des plaines fertiles du bassin du Chao Phraya, Province de Nakhon Pathom.

Cette écorégion correspond les marécages d'eau douce du bassin du Chao Phraya, plus grand fleuve de Thaïlande, de ses deux affluents principaux, la Ping et la Nan, de son principal bras, le Tha Chin, le Mae Klong, à l'ouest, et le Bang Pakong à l'est. Elle couvre environ 39 000 km2, et s'étend sur 400 km du nord au sud et sur 180 km d'est en ouest.
Elle peut être divisée en deux parties : la basse plaine, qui s'étend du golfe de Thaïlande à la province d'Ang Thong au nord, et la haute plaine s'étend plus au nord le long du Chao Phraya et dans les plus basses vallées de ses affluant. La première est composée dépôts de limon quaternaires, de 15 à 30 m de profondeur, qui recouvrent l'argile marine qui composait autrefois (il y a environ 6 000 ou 8 000 ans, lorsque le niveau de la mer était 4 m supérieur à aujourd'hui) les fonds marins d'une baie ouverte sur la mer de Chine méridionale. Cette zone est relativement plate et basse : 2 m au dessus du niveau de la mer. La haute plaine ne dépasse pas 20 m d'altitude.

### Climat
Son climat est humide, et elle subit les moussons : les précipitations annuelles moyenne s'élèvent à 1 400 mm, tandis que la température fluctue entre 24 et 33 °c. Selon la classification de Köppen, son climat est désigné comme tropical de savane.

## Biodiversité

### Flore
Les marécages d'eau douce ont progressivement remplacés, grâce à l'afflux d'alluvions, les étangs d'eau saumâtre, permettant le développement d'une végétation inondée toute ou une partie de l'année : Typha (Typha angustifolia), Phragmites et broussailles, avec des arbres comme Dipterocarpus alatus et Pandanus. Cette végétation est remplacée par des mangroves le long des côtes et des principaux cours d'eau. L'agriculture et l'augmentation de la population a grandement détruit ces zones humides.

### Faune

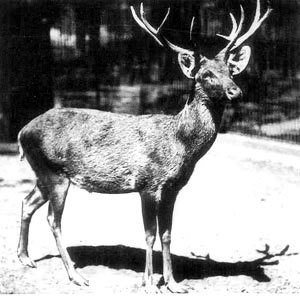
Cervus schomburgki.

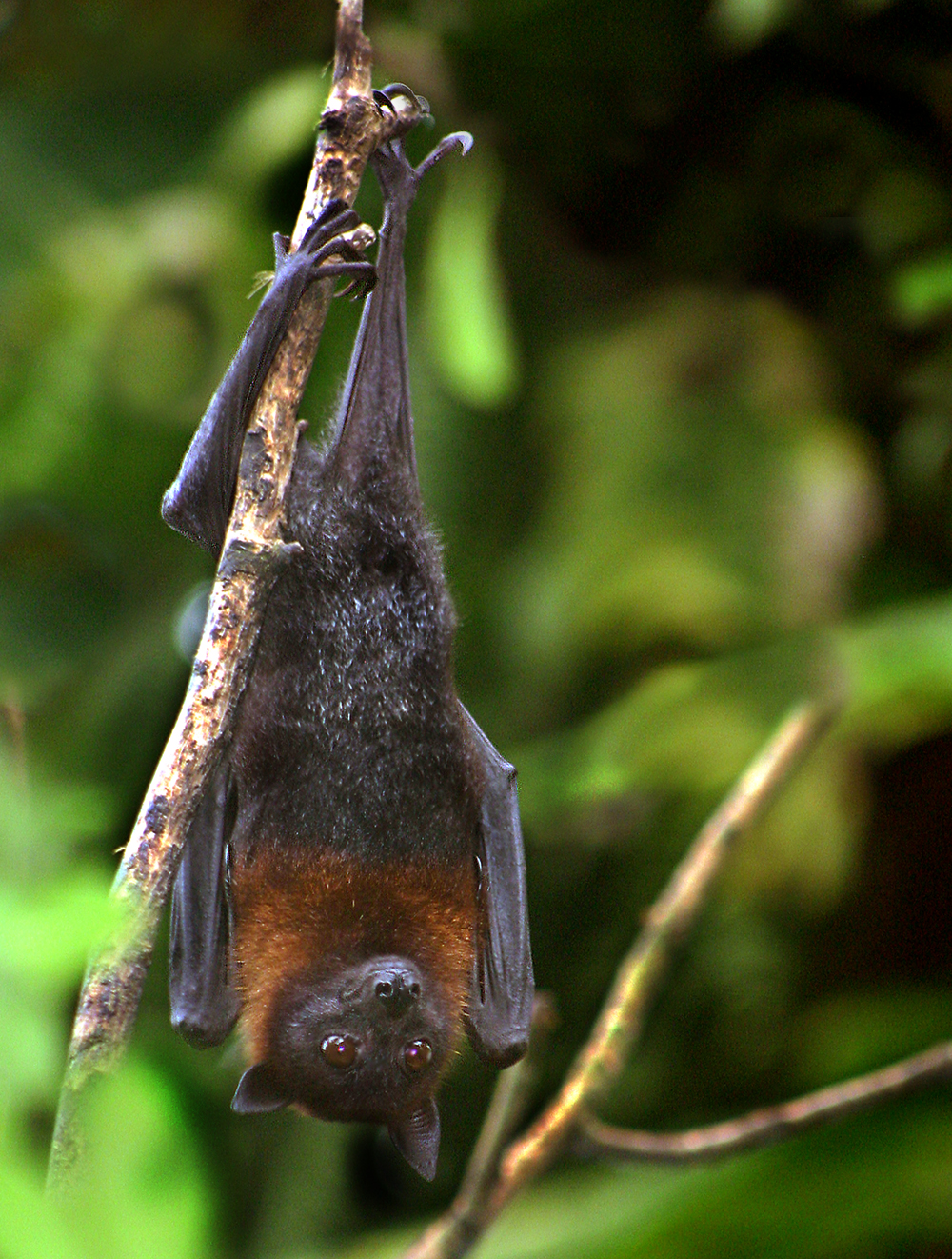
.

La plupart de la mégafaune de l'écorégion a disparu au cours des XIXe et XXe siècles : le Tigre, l'éléphant d'Asie, le rhinocéros de Java et le cerf de Schomburgk (ce dernier en était endémique). Elle abrite tout de même une population importante de renard-volant de Lyle (en),une espèce presque endémique (Hipposideros halophyllus (en)) et deux endémiques (Niviventer hinpoon (en) et Leopoldamys neilli (en)). La plupart des grands oiseaux en ont eux aussi disparu au cours du XXe siècle. C'est sur le territoire de l'écorégion qu'à été aperçu le pseudolangrayen d'Asie. Elle compte une grande population de bec-ouvert indien (au moins 10 000 individus), de tantale indien, de pélican à bec tacheté, d'ibis à tête noire et de vanneau à tête grise.

## Menaces et protection

### Menaces

Le Chao Phraya à Bangkok.

L’écorégion, l’une des plus densément peuplées d’Asie (on y trouve notamment l'agglomération de Bangkok) a été très altérée par les activités humaines. Presque l'intégralité de sa flore naturelle a disparu, remplacée par des champs de riz, de cane à sucre, de bananes et d'autres fruits. Aussi, la surpêche a grandement réduit le nombre de poissons dans les cours d'eau et les deltas, et la création de canaux pour alimenter les cultures a contribué à détruire les zones humides. Les autorités promeuvent activement l'artificialisation et l'industrialisation de la plaine du Chao Phraya. Les pesticides et herbicides (comme l'endosulfan) sont épandus sur les champs de riz et touchent les zones alentour.

### Protection
La création d'aires protégées est rendue difficile par la densité de population. D'après le WWF, il y en a trop peu, elles sont de trop petite taille et trop isolées : aucun zone protégée d'envergure n'est recensée par l'IUCN. Les zones de chasse interdites n’ont qu’un impact assez faible sur la sauvegarde de la biodiversité.